# Upplands Väsby
Upplands Väsby est une localité de Suède située dans la banlieue nord de Stockholm. Elle est peuplée de 38 055 habitants en 2008, ce qui en fait la 26e ville du pays. C'est le chef-lieu de la commune d'Upplands Väsby dans le comté de Stockholm. Depuis le 21 août 2006 la ville est desservie par l'Upptåget, réseau local de transports, ce qui la relie à Uppsala et Gävle entre autres.

## Histoire
La ville est née grâce à l'implantation des chemins de fer dans la région en 1866 ; une gare nommée Väsby gård y fut créée. Le lieu étant propice à la circulation, il attira plusieurs firmes comme l'entreprise de poêles Optimus, ou le secteur de la métallurgie. De là se forma une localité qui a de nos jours valeur de banlieue de Stockholm, située à 27 minutes en train régional.

## Personnalités de la ville
Plusieurs musiciens et groupes sont originaires d'Upplands Väsby. Y vivaient ainsi les membres des groupes Europe et H.E.A.T, et les artistes Tone Norum, Åsa Jinder et Yngwie Malmsteen.
Le créateur du jeu vidéo Geometry Dash ,Robert Topala est né et vit à Upplands Väsby